# 锡拉胡同
39°54′59″N 116°24′33″E / 39.916348°N 116.4091276°E
锡拉胡同位於北京東城區西南部，東起王府井大街，西至東黃城根南街。南鄰東安門大街，北有支巷通韶九胡同，屬東華門街道辦事處管轄。因此地曾有錫燈、蠟台作坊而得名。錫拉胡同，明朝屬南熏坊，稱錫蠟胡同。清朝屬鑲白旗，據《京師坊巷誌稿》記載：清朝“內務府武備院所屬帽作局在南”。清朝宣統時稱錫拉胡同。文化大革命中一度改稱人民路六條，後恢復原名。慈禧太后幼年時曾居此胡同內。袁世凱任外務部尚書、軍機大臣、內閣總理大臣時，军机大臣及体仁阁大学士鹿传霖，著名诗人徐志摩，民国军事家蒋百里也曾住在此胡同。北京市长何思源也曾在此处居住并遭到暗杀，其女何鲁丽后成为北京副市长。
因为古时上朝方便，距离东交民巷，顺天府，北京市政府一步之遥，从古至今极多大臣及政府官员居住于此。清会议政务处曾在此处成立。

## 历史

### 慈禧太后
幼年时也在胡同内19号惠府四合院居住。三等承恩公惠征死后其妻子与年轻的那拉氏相依为命。那拉氏正是在锡拉胡同被选为秀女从册封为”兰贵人“入宫去的。那拉氏最终成为主掌晚清政治的慈禧太后。
慈禧曾在册封为懿贵妃的期间返回锡拉胡同省亲。由于咸丰的恩准特批, 那拉氏的母亲经常入宫看望闺女。

### 王懿荣故居
北京口腔医院旧照发现甲骨文的王懿荣曾在胡同内21号原址居住。王懿荣，山东省福山人。他学识渊博，喜欢收藏，对金石学很有见识。光绪二十五年(1899)，他偶得疟疾，请大夫开处方，其中有一味药叫“龙骨”，家人从鹤年堂药铺将药买回后，他发现龙骨上刻有类似篆文的文字。于是就派人将药铺中带字的龙骨全买回来，经过研究，断定是古人在兽骨上刻的文字。细为考订，始知为商代卜骨。至其文字，则确在篆籀之前。他前后共收藏甲骨一千多片。
庚子事变时，王懿荣被任命为京师团练大臣，督守东便门师溃后，返回家中对家人说：“吾义不苟生。”服毒药未即死，慷慨投院内井中殉国，终年五十六岁。夫人谢氏及长媳张氏皆投井从死。为纪念王懿荣，人们在井旁建有石碑。现王宅无存和石碑被运往山东其纪念馆。

### 张荫桓
张荫桓是京城为数不多的曾经出洋、懂洋务的外交官员。其曾被英国维多利亚女王册封为一等勋爵士。 戊戌变法时，他调任管理京师矿务、铁路总局，并曾协助李鸿章与俄国签订《旅大租地条约》。因为支持慈禧默许的光绪帝变法，与翁同龢、康有为关系密切，政变后，张荫桓安排家属返回佛山南海，销毁相关书札、文件，而他则留在锡拉胡同官邸待查。
戊戌政变后获罪，因英国公使窦纳乐、日本署使林权助和伊藤博文的关注，李鸿章经荣禄说服了慈禧，张得以保存生命，改判流放新疆。贬戍新疆时，梅兰芳之姑父-花旦京剧演员秦稚芬一路护送至张家口。时人论秦此举可与大刀王五护送安维峻至戍所媲美。张荫桓性格开朗，从锡拉胡同谪戍新疆时，沿途与接送官员谑称：“老太太跟我开玩笑，差我到关外走一回。”

### 鹿传霖
清太子太保东阁大学士，进士鹿传霖一生刚正清廉、惜才重教，对川粤洋务多有建树，时人将他与文正、文襄(张之洞)并论，他曾居住于在叶赫那拉家族搬出后居住于该四合院。

### 袁世凯及南北议和
袁世凯任外务部尚书、军机大臣、内阁总理大臣时也住此巷西口该院。1908年9月15日农历八月二十，据泰晤士报记者莫理循报道，锡拉胡同聚集了近1000位北京权贵，大街上停满马车。最尊贵的客人位庆亲王亦劻，直隶总督，临近的金鱼胡同居住的大学士那桐等。
1911年10月10日武昌起义，1911年11月1日清廷任命袁世凯为内阁总理大臣。11月13日袁世凯抵达京师，16日组织新内阁。因此该胡同也曾被称为“大总统胡同”。南北议和期间袁世凯曾在该院发送电报到南方的革命党商讨条件。在其子袁克定的引荐下，时任同盟会代表汪精卫于锡拉胡同袁世凯住宅与之会面，每天晚上饭后7点或8点会见袁世凯，11点或12点离开，为其讲解民主立宪的本质，汪还推荐同盟会会员魏宸组为袁世凯深入讲解，“袁渐渐不坚持君主，最后不言君主，但言中国办到共和不易”，汪、魏说“中国非办共和不可，共和非公促不可，且非公担任不可”。

### 徐志摩与其远房亲戚蒋百里
公元1915年秋天，锡拉胡同里出现了一位陌生的少年。他看上去也就十七八岁的样子，身材修长，面容清秀，鼻梁上架着一副圆眼镜。讲起话来，虽然带点南方口音，但吐字清晰，好似珍珠落玉盘，轻澈圆转。这位少年，就是日后大名鼎鼎的诗人徐志摩。
1915年夏秋之间，他从杭州第一中学毕业，考入北京大学预科。从徐志摩写给伯父蓉初先生的信中，我们可以了解到他来京之初的行踪：
　　“二十二日……气温骤降，凉风甚厉。二十三日……十一时抵前门，即正阳门车站。搜检颇不认真，站上有百里叔当差照应。现住金台旅馆，明日迁至蒋宅。二十四日由金台旅馆迁锡拉胡同蒋宅居住。” 
　信中所提到的“百里叔”便是“蒋宅”的主人――军事家蒋百里。他的堂兄是徐志摩的姑父，而徐志摩平时称蒋百里为“福叔”。徐志摩为什么会选择蒋宅居住呢？一个明显的原因是，住在亲戚家，可以免去房租。而在我看来，如果考虑到地理位置，恐怕还有另一个原因：锡拉胡同离当时北京大学所在地――马神庙(今沙滩后街)不远，往来比较方便。

### 翁文灏
‍‍　翁文灏 （1889-1971），著名地质学家，历任国民政府行政院院长、总统府副秘书长等职，其于从法国回国，接受思想改革后居住于锡拉胡同18号院。

### 何思源
在解放战争“平津战役”期间，何思源拥护解放军提出的和平解放北平的方案，为此他每天奔走呼吁。蒋介石极为恼火。1948年底他遭到国民党的暗害，锡拉胡同19号寓所被炸，除小女儿被炸死外，他和夫人等全家人全部受伤。但他不畏强暴，坚定地与其他代表同到前线与中共代表谈判，促成了北平的和平解放。毛泽东说他是“真正代表了民意”。锡拉胡同的北京口腔医院便是何鲁丽题的字，可谓故土难忘。

## 设施
锡拉胡同幼儿园
为了保护传统的19号四合院，东城区卫生局拨款80万元，于1999年和2000年连续两年进行了大规模维修，所有房屋都雕梁画栋，均按原样油漆彩绘，完好地保持了典雅精致的风貌。该四合院现为锡拉胡同幼儿园（东城区卫生局第一幼儿园）。柬埔寨的西哈努克亲王在北京的时候，他的外孙女儿就在这儿上幼儿园。
北京玉华台
北京玉华台经营江苏淮扬风味菜肴的老店，1921年初建在王府井北口锡拉胡同内，1960年代公私合营迁至西单北大街。众所周知，开国第一宴是在北京饭店办的，但是，操持开国第一宴的掌灶师傅却请的是玉华台的9位淮扬菜大师。
上世纪五十年代初，皇族的涛七爷———涛贝勒（末代皇帝溥仪的七叔），每年二月都得有两三天每天到玉华台包一二桌酒席。文学艺术、梨园、书香等各个阶层的名流之辈来玉华台是常事，文化界的田汉、周扬、老舍、郑振铎，梨园行的梅兰芳、谭富英、周信芳、裘盛戎、叶盛兰，画界的齐白石、张大千、董寿平……都是玉华台的常客，还留下了不少墨宝。最生动的一幅是齐白石老先生在九十三岁时给玉华台写过的篆体匾。当时，齐白石老人与玉华台关系颇为密切。因为喜好吃玉华台的菜，每月得来一二次。每来必吃炒鳝糊、水晶虾饼、沙锅元鱼、核桃酪和汤包。一次饭后，齐老主动送给玉华台一幅行书题字：“玉堂春色好，华宴满台香”，将玉华台镶入“对儿”里了。
据凌老先生回忆，玉华台的名家名画名笔有齐白石的字、张大千的山水、马晋的翠竹洋狗、慕凌飞的山水、溥松聪的马、颜伯龙的山鸡菊花等。值得一提的是张大千的“八开册页”，是诗配画。据说，这是抵账辗转给玉华台的。这些弥足珍贵的字画，部分依在，可也有不少在“文革”中损失了，令人十分痛惜……现在，玉华台悬挂的字匾是清末代皇帝溥仪之胞弟溥杰先生为其题写的。